# Крак (Морбиан)
Крак (фр. Crach) — коммуна на северо-западе Франции, находится в регионе Бретань, департамент Морбиан, округ Лорьян, кантон Оре. Расположена в 24 км к западу от Вана и в 42 км к юго-востоку от Лорьяна, в 5 км от национальной автомагистрали N165. Коммуна занимает северную часть полуострова, образуемого реками Крак и Оре.
Население (2019) — 3 394 человека.

## Достопримечательности
- Приходская церковь Святого Тюрьо начала XIX века с реликварием этого бретонского святого
- Часовня Нотр-Дам в деревне Пла-Каэр
- Шато Керантре

## Экономика
Структура занятости населения:
- сельское хозяйство — 6,2 %
- промышленность — 9,8 %
- строительство — 13,1 %
- торговля, транспорт и сфера услуг — 44,6 %
- государственные и муниципальные службы — 26,3 %

Уровень безработицы (2018) — 10,2 % (Франция в целом —  13,4 %, департамент Морбиан — 12,1 %). 

Среднегодовой доход на 1 человека, евро (2018) — 24 210 (Франция в целом — 21 730, департамент Морбиан — 21 830).

## Демография
Динамика численности населения, чел.

## Администрация
Пост мэра Крака с 2005 года занимает Жан-Лоик Боннемен (Jean-Loïc Bonnemains). На муниципальных выборах 2020 года единственным был список во главе с Анни Одик, но кандидатом в мэры снова был выдвинут Боннемен, бывший вторым номером в списке.
| Период | Период | Фамилия           | Партия        | Примечания                         |
| ------ | ------ | ----------------- | ------------- | ---------------------------------- |
| 1971   | 2005   | Рене Ле Мене      | Разные правые | работник промышленного предприятия |
| 2005   |        | Жан-Лоик Боннемен | Разные правые | учитель                            |

## Галерея

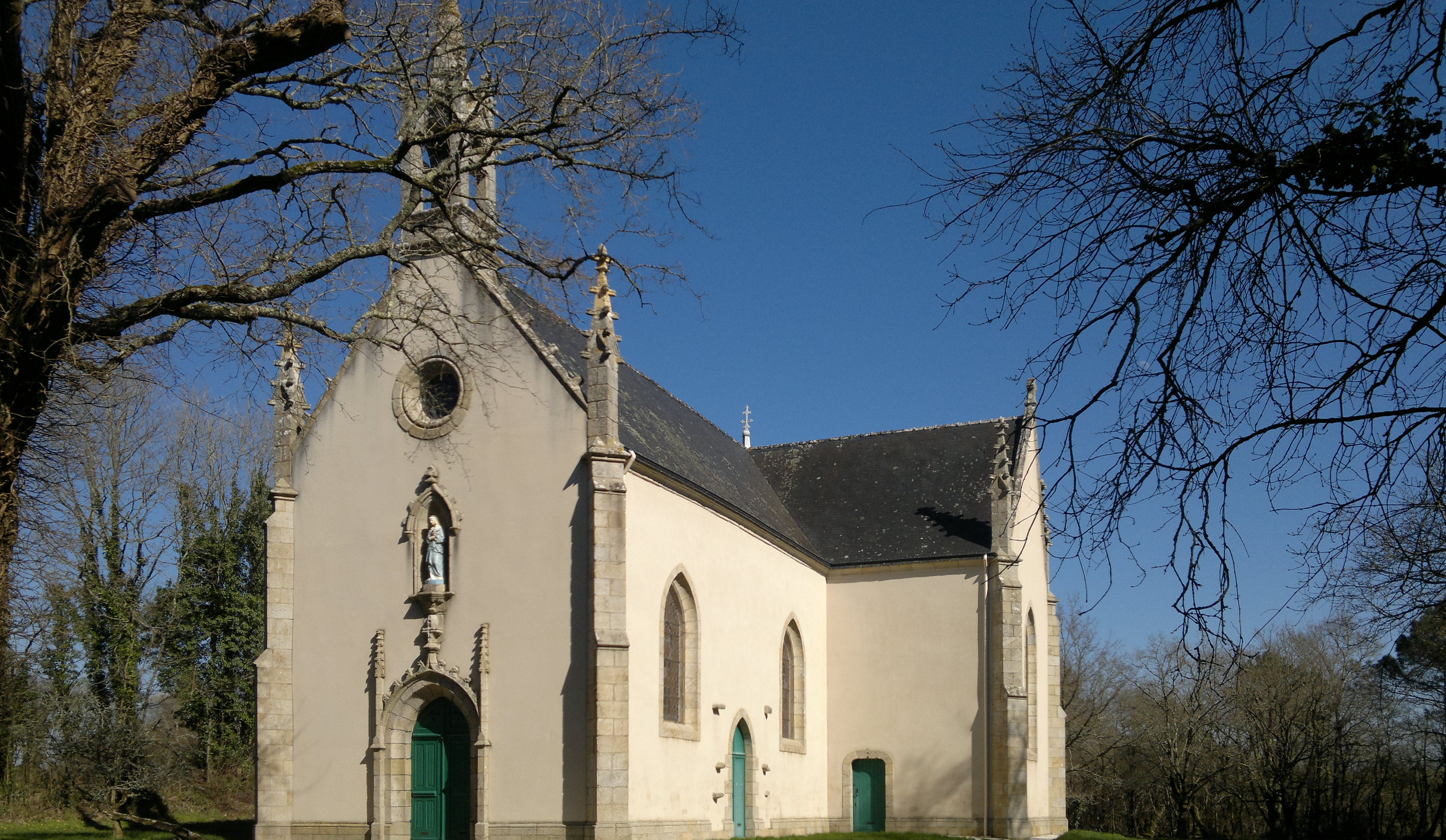
Часовня Нотр-Дам
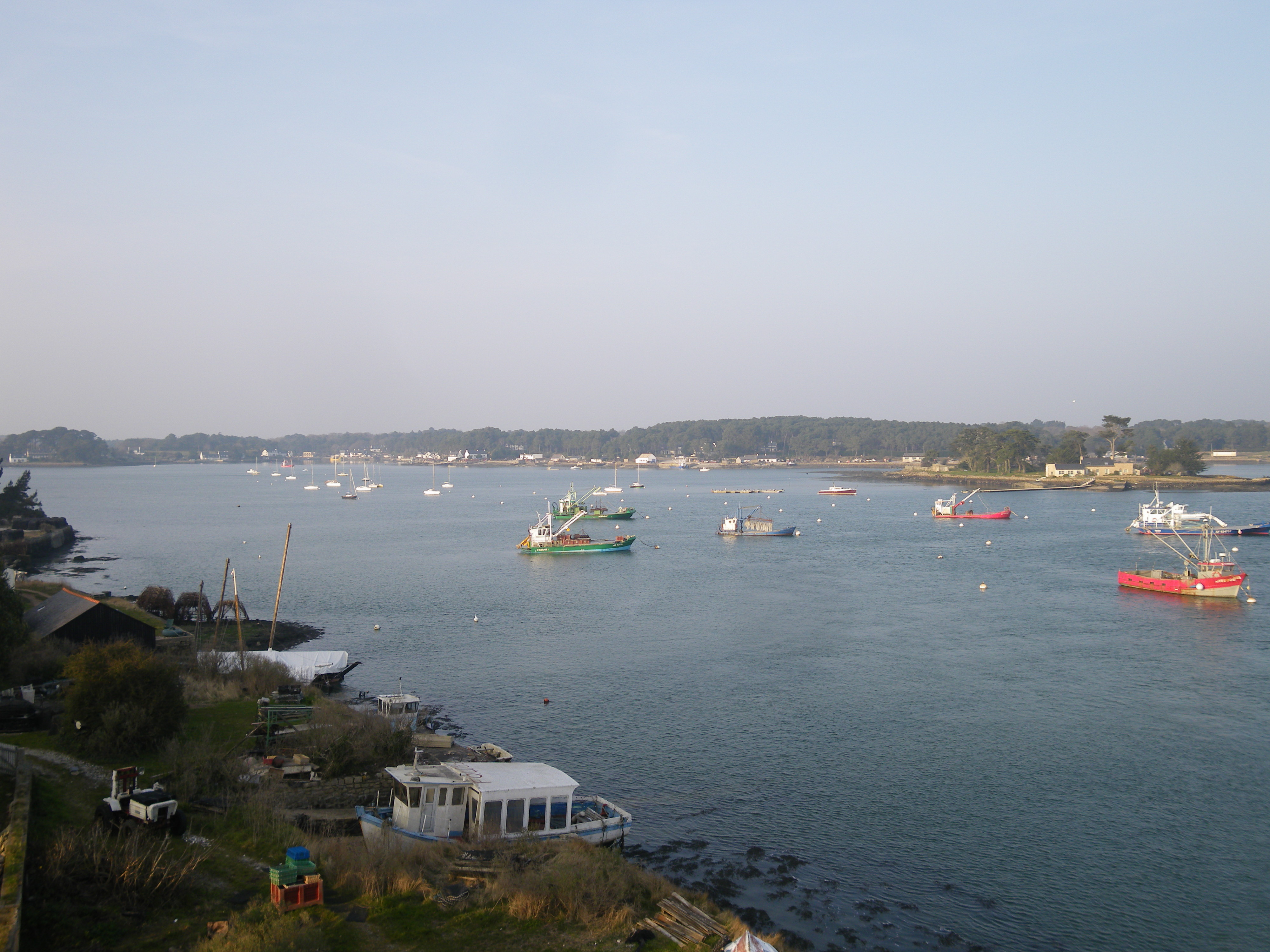
Панорама реки Крак

1. 1 2  база данных о французских коммунах — Национальный географический институт Франции, 2015.